# イパネマ

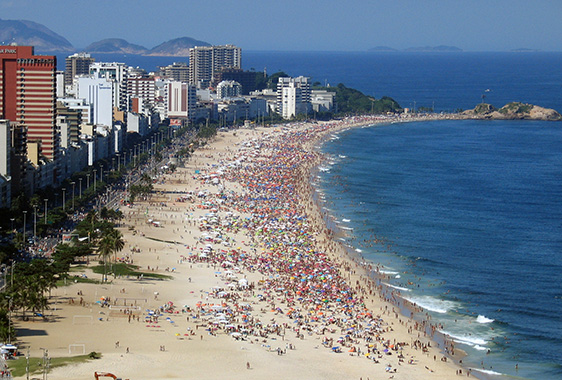
イパネマ海岸

イパネマ(ポルトガル語：Ipanema) (ポルトガル語発音: [ipaˈnẽmɐ])は、ブラジル南部のリオデジャネイロ州の州都であるリオデジャネイロ市の南区に存在する地区。
レブロンとコパカバーナの間に有る。
ボサノバの名曲である「イパネマの娘」(アントニオ・カルロス・ジョビンと(ヴィニシウス・ヂ・モライス)によって有名になった。

## 歴史
現在のイパネマの大部分は、かつてen: José Antônio Moreira Filho, 2nd Baron of Ipanemaの領地だった。
「イパネマ」は男爵の故郷のサンパウロ州の地名から取られた。

## イパネマ海岸
イパネマの海岸線は砂浜になっており、夏場には涼を求めて多くの海水浴客が訪れる。